# Punch Broadbent
Harry L. „Punch“ Broadbent (* 13. Juli 1892 in Ottawa, Ontario; † 6. März 1971) war ein kanadischer Eishockeyspieler, der von 1918 bis 1929 für die Ottawa Senators, Montreal Maroons und New York Americans in der National Hockey League spielte.

## Karriere
Broadbent war ein technisch gut ausgebildeter Spieler, der mit großem körperlichem Einsatz spielte, und somit die Eigenschaften eines Power Forwards vereinte. Er spielte einige Jahre bei den Ottawa Cliffsides und Ottawa New Edinburghs und wurde dort zu einer lokalen Größe, bevor er sich 1912 den Ottawa Senators anschloss, die damals in der National Hockey Association spielten. Gemeinsam mit Clint Benedict und Art Ross verlor er 1915 das Stanley-Cup-Finale gegen die Vancouver Millionaires, nachdem er in der Saison 24 Tore in 20 Spielen erzielt hatte.
1915 zog er in den Ersten Weltkrieg und kehrte erst zur zweiten Saison der NHL zurück. Er schloss an seine guten Leistungen aus der Vorkriegszeit an. 1920, 1921 und 1923 gewann er mit den Senators den Stanley Cup und spielte dabei in einer Reihe mit Frank Nighbor und Cy Denneny. In der Finalserie 1923 bereitete Duke Keats, der herausragende Stürmer der Edmonton Eskimos, den Senators Kopfzerbrechen. Mit einem Ellbogencheck gegen den damals sehr erfolgreichen Power Forward Frank Voss verschaffte sich Broadbent Respekt, wovon Keats nachhaltig beeindruckt schien.
Damit die Liga ausgeglichener wurde, wechselte er gemeinsam mit Clint Benedict zu den Montreal Maroons. Dort holte er 1926 seinen vierten Stanley Cup. Zur Saison 1927/28 kehrte er im Tausch für Hooley Smith nach Ottawa zurück, wurde aber im folgenden Jahr an die New York Americans abgegeben.
1962 wurde er mit der Aufnahme in die Hockey Hall of Fame geehrt.

## Sportliche Erfolge
- Stanley Cup: 1920, 1921, 1923 und 1926

### Persönliche Auszeichnungen
- Bester Scorer: 1922 (später wurde hierfür die Art Ross Trophy vergeben)
- Bester Torschütze: 1922 (später wurde hierfür die Maurice Richard Trophy vergeben)

## Rekorde
- 16 aufeinanderfolgende Spiele mit mindestens einem Tor (Saison 1921/22; 27 Tore)